# Toni Nadal
Antonio Nadal Homar (Manacor, Islas Baleares, 22 de febrero de 1961) es un entrenador y preparador físico de tenis español. Ha entrenado, desde el inicio de su carrera hasta 2017, a su sobrino el jugador de tenis profesional Rafael Nadal, cuádruple ganador de la Copa Davis, medalla de oro en Pekín 2008 y campeón de 22 Grand Slam. Es también hermano de Sebastián Nadal Homar, padre de Rafa Nadal, y de Miguel Ángel Nadal Homar, exjugador de fútbol profesional del Fútbol Club Barcelona y del Real Club Deportivo Mallorca. Aparte de su capacitación deportiva, cursó estudios de Geografía e Historia y Derecho –inacabados–. Es padre de tres hijos. El Partido Popular, de la mano de Alberto Núñez Feijóo, le incorporó en 2023 a la Fundación de Estudios de Economía Aplicada.

## Logros deportivos
En la élite tenística no es habitual la circunstancia de que un jugador profesional conserve un único entrenador durante casi toda su carrera. Sin embargo, el palmarés deportivo de Toni Nadal como entrenador es consecuentemente similar al de su pupilo como jugador (Estadísticas de Rafa). Destacan los 17 títulos de Grand Slam conseguidos por Rafa junto a Toni, lo que convierte al segundo en uno de los entrenadores de tenis más laureados de toda la historia.
Toni Nadal es el principal responsable de la dedicación al tenis de su sobrino Rafa a quien inició en el tenis y al que ha acompañado desde que empuñó una raqueta por primera vez. Rafa era un niño dotado para los deportes y practicaba varios de ellos. Sentía inclinación hacia el fútbol por influencia de su tío futbolista, pero "tío Toni", exjugador, monitor y entrenador de la escuela de tenis del Club de Tenis Manacor, inclinó la balanza hacia el deporte de la raqueta. 

## Filosofía
Los valores y la filosofía que conforman la personalidad de Toni Nadal y que este ha inculcado a Rafa como entrenador desde que tenía cuatro años son, entre otros: la humildad, el esfuerzo, el trabajo diario, la mejora constante, la modestia, el tener los pies en la tierra y el no sobrevalorar los éxitos ni magnificar las derrotas.
En 2009 la editorial DeBolsillo publicó su libro "Sirve Nadal, responde Sócrates", escrito en colaboración con Pere Mas, en el que Toni recurre a determinados paralelismos entre la filosofía griega y el deporte moderno para hacer un repaso de su propia postura filosófico-deportiva, su método como entrenador y su especial relación con Rafa Nadal.
Los conceptos de voluntad y determinación juegan un papel fundamental en su visión del deporte:

«Cuando el jugador posee la firme determinación de llevar a cabo un tipo de juego concreto, juega mucho mejor, encarrila mejor el partido. En ajedrez suele decirse que es mejor tener una mala estrategia que no tener estrategia: en tenis sucede lo mismo»

«Si a un niño le enseñas el drive, también le puedes enseñar la voluntad. La voluntad se educa.»

## Conferencias
Toni Nadal compatibiliza su trabajo como entrenador con charlas y conferencias dirigidas a entrenadores deportivos, jóvenes y empresas. En esta labor colabora también con la fundación "Lo que de verdad importa" tratando de inculcar en los jóvenes los valores de disciplina, humildad y perseverancia.
Su personalidad y su filosofía le han convertido en una figura buscada de forma habitual por los medios de comunicación, pese a que él no se prodiga en exceso en ellos. Desde 2017 es, además, columnista del diario EL PAÍS. En dicha publicación ofrece sus reflexiones sobre el mundo del tenis y narra sus experiencias en el circuito.
En 2011 la cadena pública balear IB3 Televisió le dedicó un documental de 52 minutos de duración titulado "Mestre Toni" (Maestro Toni en catalán), en el que se repasa la trayectoria vital del entrenador manacorí. El documental, dirigido por el periodista David J. Nadal (autor también del documental "Rafael Nadal, un chico de Manacor" -Rafel, un al·lot de Manacor- en catalán), incluía entrevistas con el propio Toni Nadal, así como con Rafa, Miguel Ángel, otros familiares y personajes populares como Pep Guardiola o Carlos Moyá. El documental fue seleccionado por la Academia de las Ciencias y las Artes de Televisión de España como candidato a Mejor programa documental en su 14.ª edición, y premiado como Mejor Documental en Catalán en el Festival de l'Algher.

## Reconocimientos
En 2007 fue galardonado con la Medalla de Bronce de la Real Orden al Mérito Deportivo por el Consejo Superior de Deportes de España. En 2008 se le concedió el Premio Jaime II por su labor como entrenador, educador, formador e inspirador de los éxitos de Rafa Nadal. En 2010 recibió el premio "Siete Estrellas" de la Comunidad de Madrid en la categoría fomento de los valores deportivos de manos de su entonces presidenta Esperanza Aguirre. En 2011, a propuesta de la Comisión de Entrenadores de la ITF, obtuvo un premio en reconocimiento por sus aportaciones al juego (Services to the Game).